# Temporada de ciclones na região da Austrália de 2005-2006
A Temporada de ciclones na região da Austrália de 2005-2006 foi um evento em andamento no ciclo anual de formação de ciclones tropicais. A temporada começou oficialmente em 1 de novembro de 2005 e terminou em 30 de abril de 2006. O plano operacional regional de ciclones tropicais define um "ano de ciclones tropicais" separado de uma "temporada de ciclones tropicais". O "ano de ciclones tropicais" começou oficialmente em 1 de julho de 2005 e terminou em 30 de junho de 2006. A área de monitoração de ciclones na região da Austrália fica no Hemisfério sul, limitada pela linha do Equador e pelos meridianos 90°E e 160 E. Esta área de monitoramento inclui a Austrália, a Papua-Nova Guiné, Timor-Leste, parte ocidentais das Ilhas Salomão e partes da Indonésia.
Os ciclones tropicais que se formam nesta área são monitorados por cinco centros de aviso de ciclone tropical (CACTs): Agência de Meteorologia da Austrália em Perth, em Darwin e em Brisbane; pelo CACT de Jacarta, Indonésia e pelo CACT de Port Moresby, Papua Nova Guiné O Joint Typhoon Warning Center (JTWC) emite avisos não oficiais para a região, designando depressões tropicais com o sufixo "S" quando se formam a oeste do meridiano 135°L e com o sufixo "P" quando se formam a leste do meridiano 135°L.

## Nomes das tempestades
Cada Centro de Aviso de Ciclone Tropical tem sua própria lista de nomes para designar ciclones tropicais. Na temporada de 2005-2006, o nome Wati, que não pertence a nenhuma das listas abaixo, foi usado para garantir a continuidade do nome dado anteriormente pelo Centro Meteorológico Regional Especializado (CMRE) de Nadi.

### Indonésia
Ciclones tropicais que se formam entre a linha do Equador e o paralelo 10 S e entre os meridianos 90 E e 125 E são monitorados pelo CACT de Jacarta, Indonésia. No entanto, em 2005-2006, o CACT de Jacarta estava desativado, e o CACT de Perth assumiu a responsabilidade do rastreamento de ciclones tropicais na região.

### Oceano Índico sudeste
Ciclones tropicais que se formam entre os meridianos 90 E e 125 E e ao sul do paralelo 10 S são monitorados pelo CACT de Perth, Austrália. Os nomes são utilizados sequencialmente e em ordem alfabética. Os nomes usados proveniente da lista de nomes de ciclones de Perth estão abaixo.
- Bertie
- Clare
- Daryl
- Emma
- Floyd
- Glenda
- Hubert

### Mar de Arafura e Golfo de Carpentária
Ciclones tropicais que se formam ao sul da linha do Equador e entre os meridianos 125°E e 141°E são monitorados pelo CACT de Darwin, Território do Norte, Austrália. Assim como em Perth, os nomes são usados sequencialmente e em ordem alfabética. No entanto, nenhum ciclone tropical dotado ganhou algum nome desta lista na temporada de 2005-2006.

### Mar de Coral
Ciclones tropicais que se formam ao sul da latitude 10°S e entre os meridianos 141° E e 160° E são monitorados pelo CACT de Brisbane, Queensland, Austrália. Assim como em Perth e Darwin, os nomes são usados sequencialmente e em ordem alfabética.
- Jim
- Kate
- Larry
- Monica

### Mar de Salomão e Golfo de Papua
Ciclones tropicais que se formam ao sul da linha do Equador e entre os meridianos 141°L e 160°L são monitorados pela CACT de Port Moresby, Papua-Nova Guiné. A lista de nomes são em ordem alfabética, porém, aleatório, ou seja, o nome pode ser escolhido entre qualquer nome da lista. No entanto, nenhum ciclone tropical dotado ganhou algum nome desta lista na temporada de 2005-2006.